# Andrew Jackson Davis
Andrew Jackson Davis (11. srpna 1826 Blooming Grove, New York – 13. ledna 1910 Watertown, Massachusetts) byl americký jasnovidec, léčitel, lékař a duchovní spisovatel, jehož myšlení a působení výrazně ovlivnilo spiritualismus a později New Age. Jeho filosofie je emanacionistická a panteistická a navazuje tak neoplatonismus, hermetismus, swedenborgiánství a transcendentalismus a Davis o ní hovořil jako o harmonické filosofii.
Informace o jeho raném životě pochází z větší části z jeho autobiografie a podle té vyrůstal ve skromných venkovských poměrech, nedostalo se mu prakticky žádného vzdělání a měl se stát ševcem. Už v dětství měl také projevovat nespokojenost s místními presbyteriánskými a metodistickými církvemi. V roce 1843 se poprvé setkal s živočišným magnetismem a objevil u sebe schopnost jasnozřivosti. Následujícího roku měl mít vizi kdy v transu cestoval na čtyřicet mil vzdálenou horu kde se mu zjevil Galénos a Emanuel Swedenborg.
V následujících letech se nechal se hypnotizéry uvádět do transu v kterém projevoval jasnozřivé a léčitelské schopnosti a také diktoval své první dílo: Principy přírody, její božská zjevení a hlas mluvící k lidstvu. Kniha byla vydána v roce 1947 a byla pozitivně přijata biblistou Georgem Bushem, což přispělo k její oblibě. Zabývala se myšlenkou šestistupňové duchovní evoluce člověka skrze jeho neustálé zlepšování, což připomínalo kromě učení Swedenborgova také učení Davisova současníka Josepha Smithe, zakladatel mormonismu, podle kterého se mohou lidé vyvinout do božských bytostí vládnoucích vlastním planetám. Jednalo se také o první z děl vzniklých díky channelingu, tedy diktovaných duchovní bytostí, typicky v transu, jako pozdější Odhalená Isis H. P. Blavatské či The Aquarian Gospel of Jesus the Christ Levi H. Dowling.
Později se Davis naučil dostávat do transu bez pomoci hypnotizéra a také počal publikovat další knihy, celkem jich vydal kolem třiceti.Ve svém nejrozsáhlejším díle, Great Harmonia, vydaném v šesti svazcích, obhajoval abolicionismus, ženská práva a reformu zdravotní a manželství. V roce 1883 získal titul z lékařství a antropologie na United States Medical College v New Yorku a přestěhoval se do Massachusetts kde provozoval lékařskou praxi. Ženatý byl celkem třikrát, jeho první manželkou byla Catherine H. De Wolf, kterou si vzal v roce 1848 a která zemřela roku 1853. V roce 1855 se oženil s Mary Fenn Robinson, s kterou se však v roce 1885 rozvedl a téhož roku si vzal Delphine Elizabeth Markham. Rozvod byl kritizován některými spiritualisty, ale Davis se odvolával na to že se svou manželkou nebyl „duchovně spřízněn“.